# Peutekanal
El Peutekanal és un canal navegable de 700 metres al barri de l'illa de Veddel al port d'Hamburg a Alemanya. Connecta el port de Müggenburg amb els canals Müggenburger Kanal i Hovekanal a l'Elba.
El nivell del canal i de tota la xarxa que hi està connectada segueix el moviment de la marea del qual el desnivell mitjà ateny 3,50 metres. A l'entrada a prop de l'Elba es troba una barrera de protecció que es tanca només al cas de risc de marejada fort.

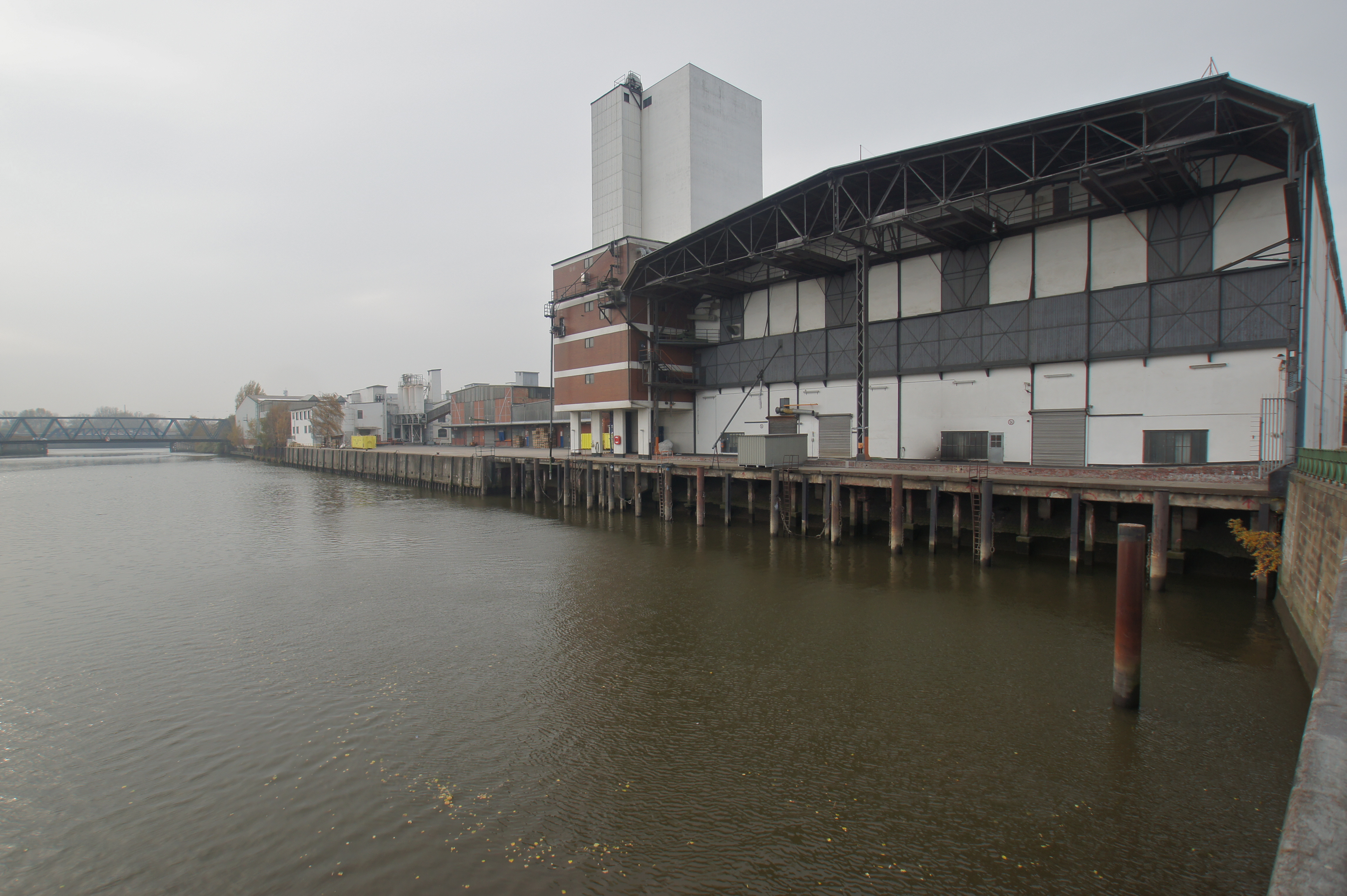
Dàrsena i magatzem d'entramat d'acer de la fàbrica Euryza

El 1909 un molí d'arròs de la firma A. Lütke & Co. KG Reismühle que més tard va triar el nom més internacional d'Euryza va instal·lar-se als seus marges. La fàbrica va mantenir uns edificis centenars d'entramat d'acer força destacables al costat d'edificis més recents. Avui, és la darrera indústria activa que utilitza el canal per al transport per bulk-carrier.

## Ús, desús i re-ús del canal
El canal que formava un eix important entra l'Elba i els ports interiors del Müggenburger Zollhafen, del polígon industrial de l'illa de Veddel i de l'Spreehafen va caure en desús des dels anys 1980, fins al punt que es pensava als anys 1990 de reemplaçar els ponts caducs de la cruïlla aquàtica de la Veddel per dics, menys cars per a construir, tal com ja s'havia fet a canals menors com el Marktkanal. A l'esperit d'aquesta època del "tot per al cotxe" es considerava la navegació interior com un mode de transport obsolet, ultrapassat pels camions, més ràpids i més flexibles.
El senat d'Hamburg va decidir el 2005 la supressió d'aquest pas, el que hauria significat la fi del trànsit aquàtic a tot el polígon. Una ona de protesta va esclatar, que va reunir grups tant diferents com empreses de logística, la fàbrica de coure Aurubis, explotadors de barcasses turístiques, el museu de l'emigració Ballinstadt i els moviments ecològics. El gener 2009, la direcció del port finalment va cedir a la pressió i optar per la construcció de ponts nous, que deixen el pas obert a l'explotació trimodal (aigua, carretera i ferrocarril) de la zona. El 14 de juny de 2011 va celebrar-se la inauguració del complex de quatre ponts. Així el Peutekanal i els seus dos canals transversos podran recobrar al futur el seu paper original: moltes empreses noves s'instal·len a la zona i estudien la possibilitat d'utilitzar transbordadors de contenidors exprés des del port marítim, per tal d'evitar certes carreteres i ponts al límit de la seva capacitat a l'interior del port d'Hamburg.

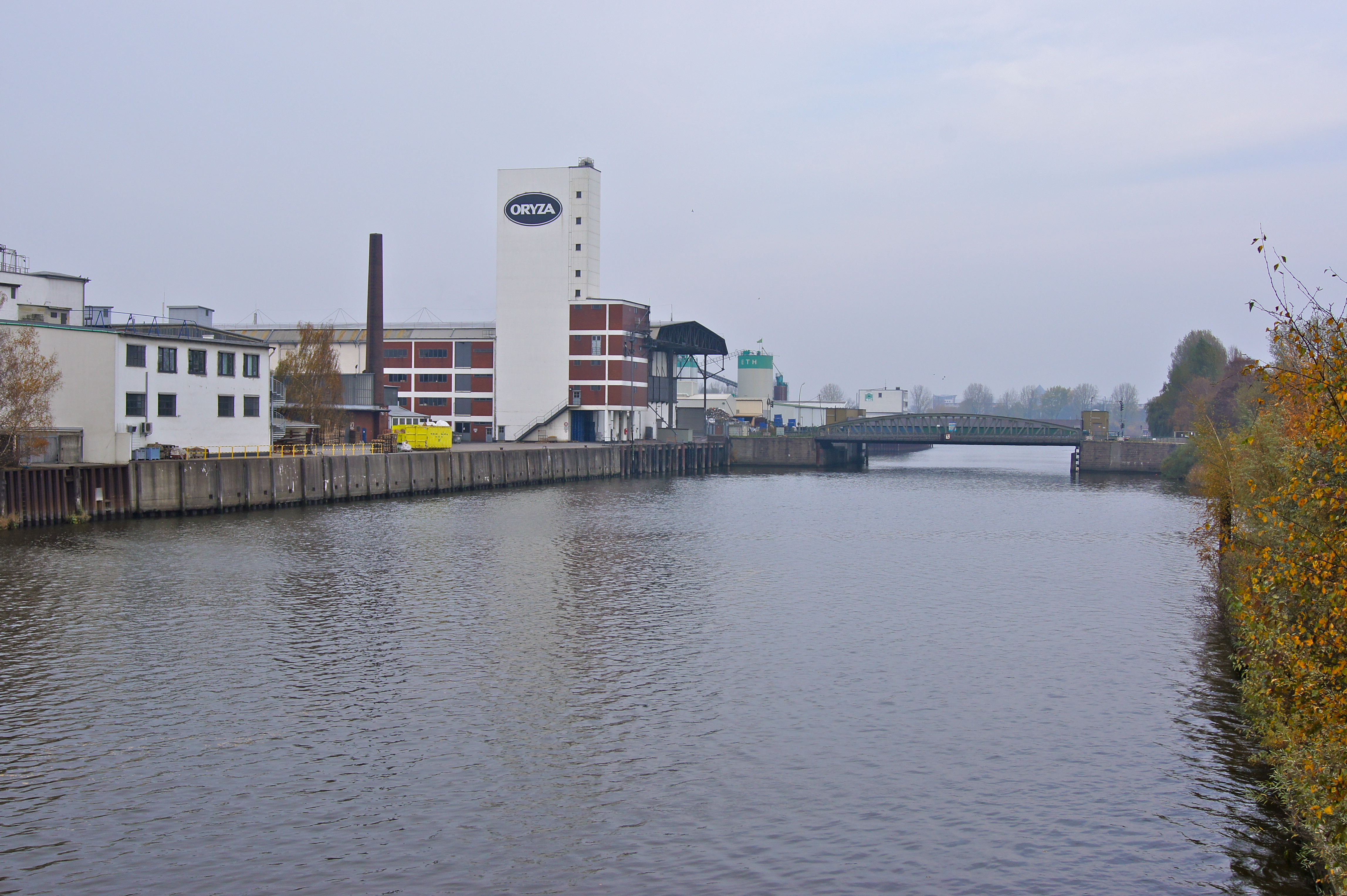
El canal en direcció de l'Elba i de la fàbrica Euryza
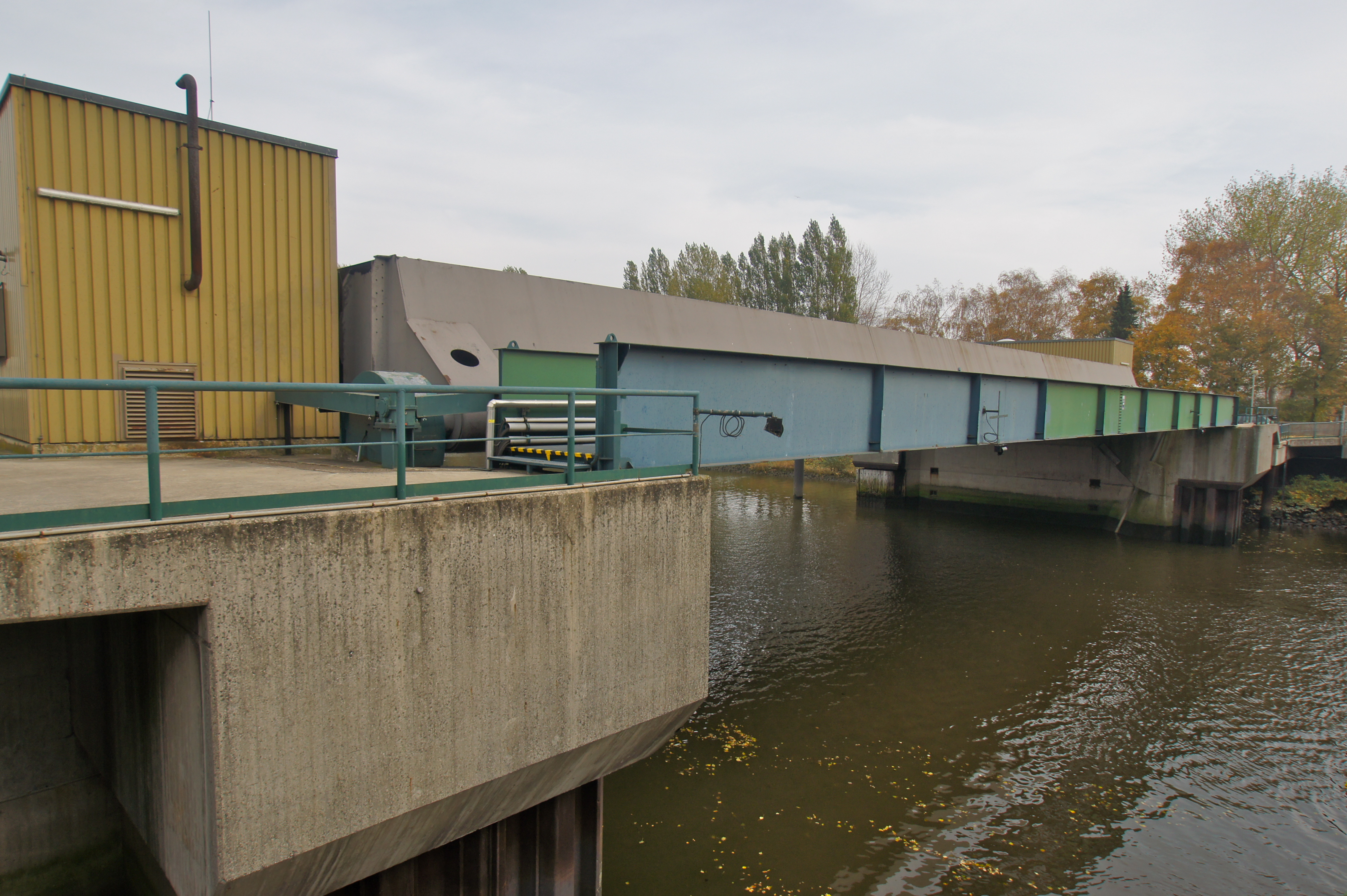
La barrera contra les marejades fortes
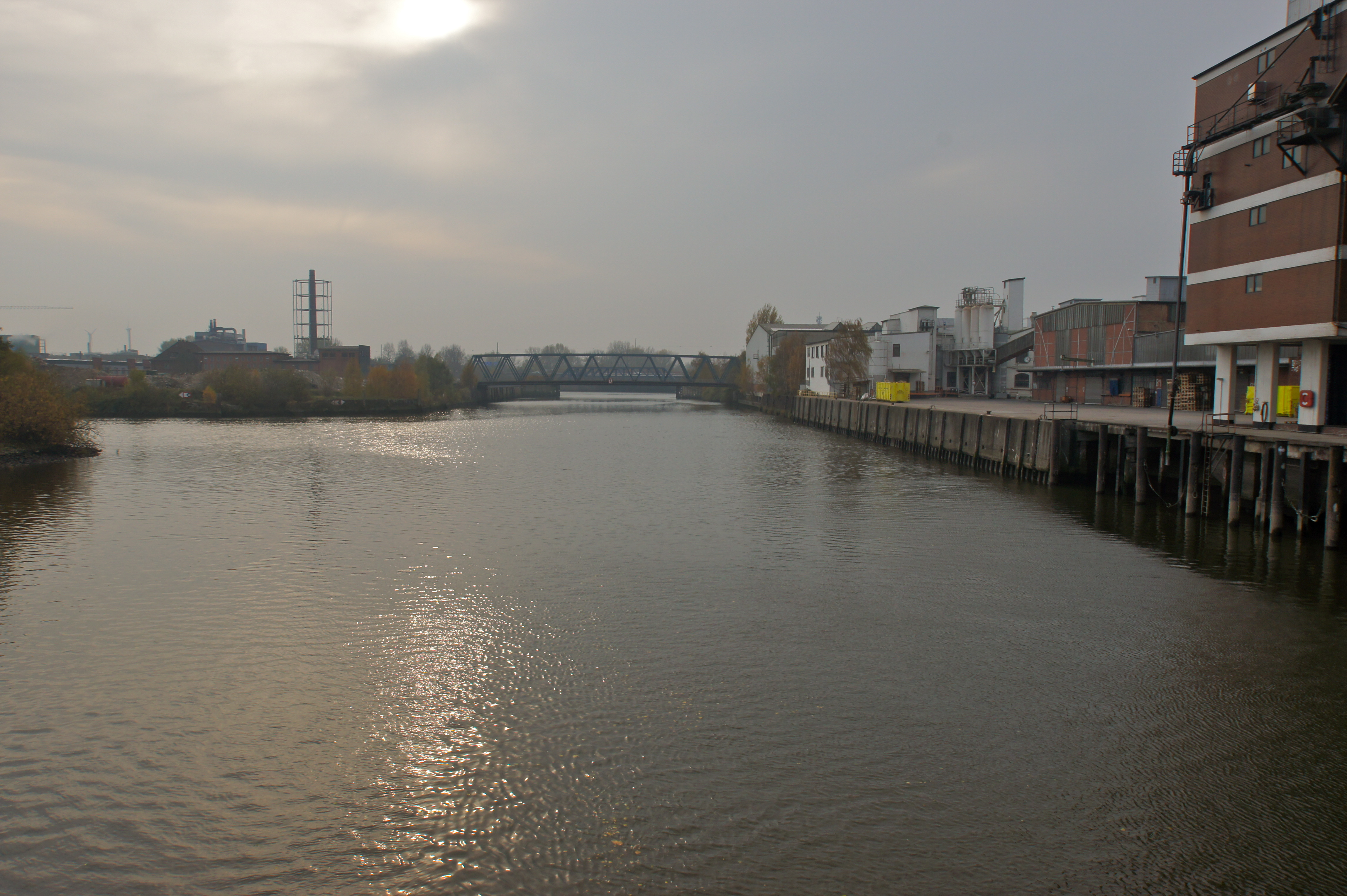
La desembocadura de l'Hovekanal (a l'esquerra)
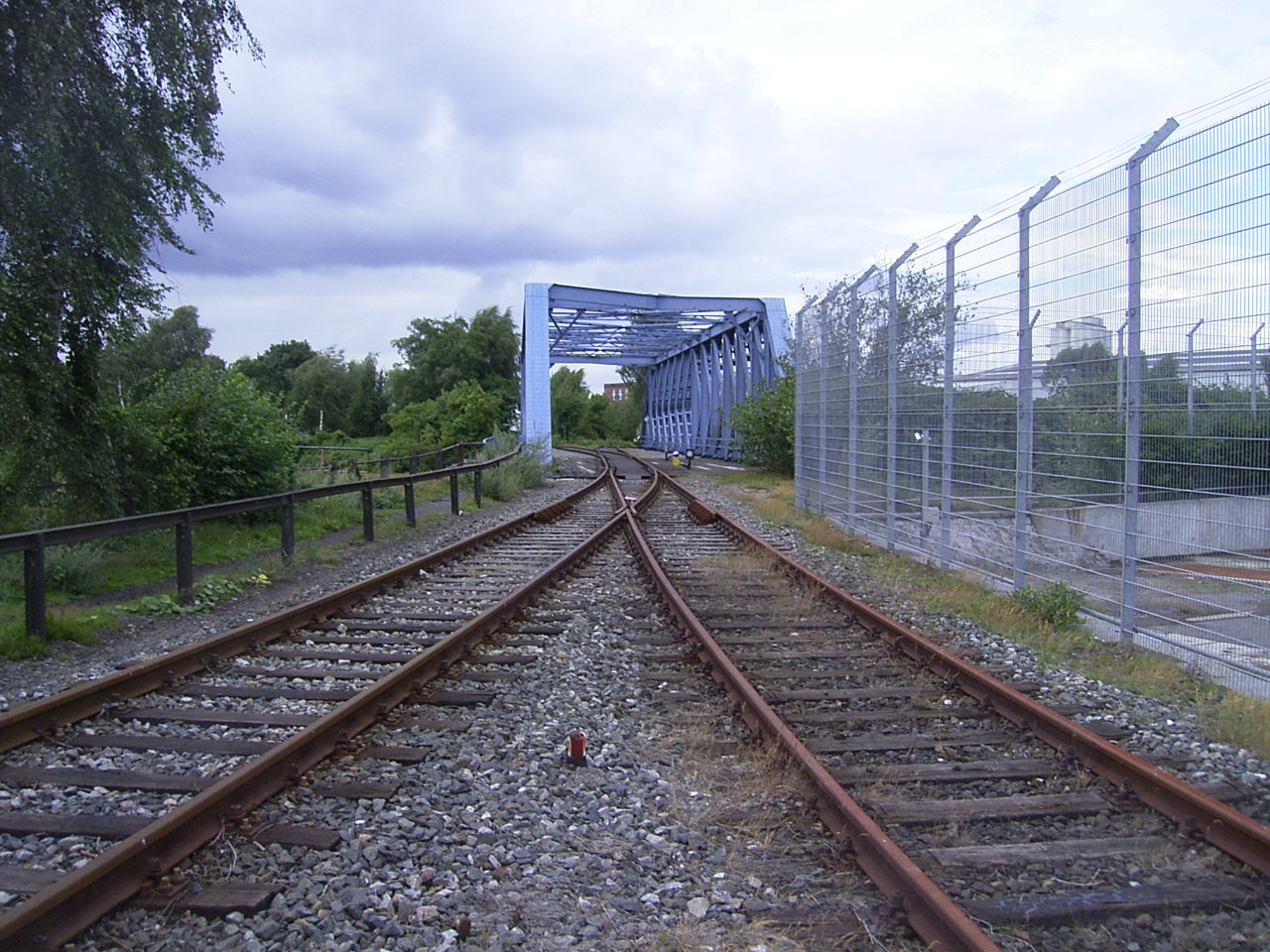
El pont ferroviari Beesenlandbrücke damunt l'aiguabarreig amb el Müggenburger Kanal
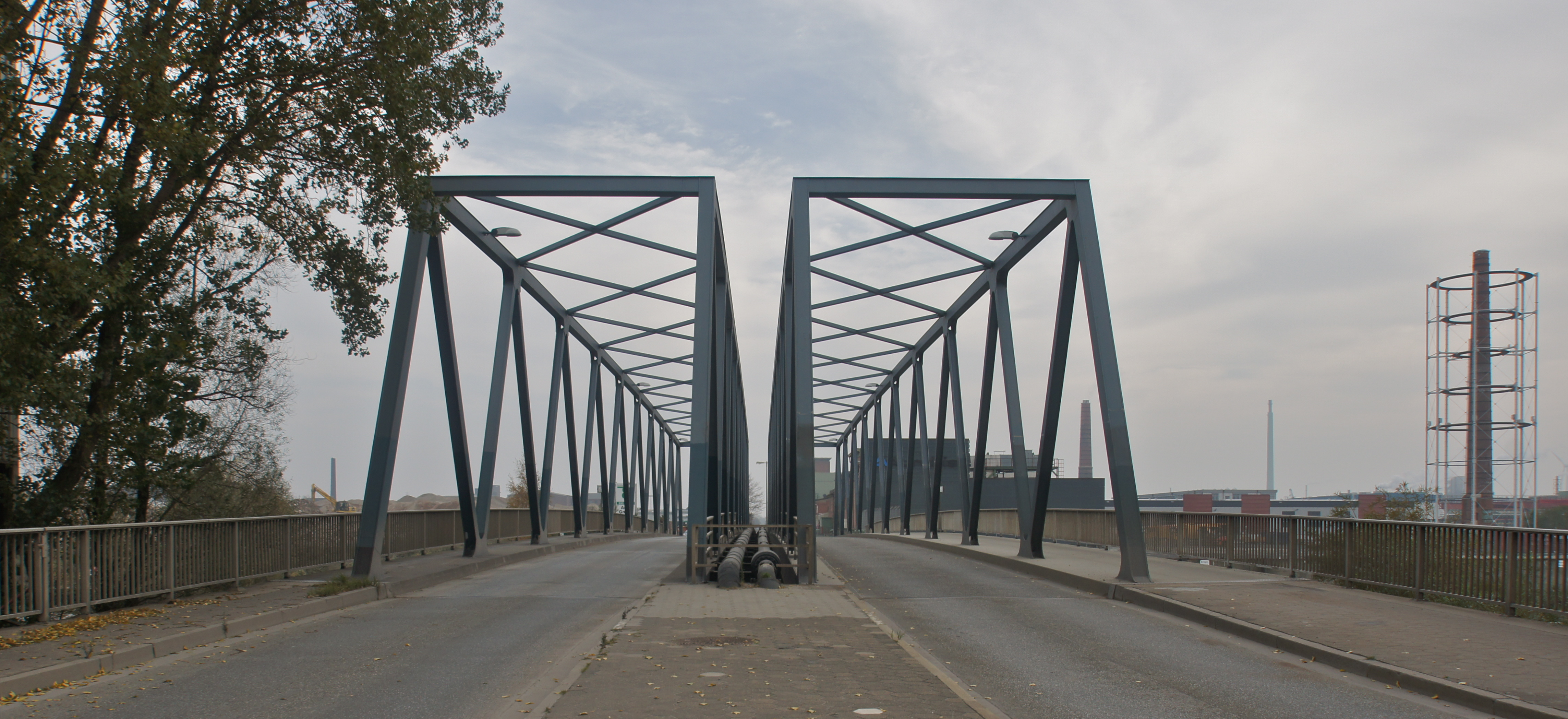
El pont del carrer Hovestraße